# گوبی‌قیف‌دندان
گوبی‌قیف‌دندان (نام علمی: Gobiconodon) نام یک سرده از رده پستانداران است.گوبی قیف دندان در دوره کرتاسه زندگی می کرد.